# مایا (اسطوره)
مایا (به یونانی: Μαῖα) (به لاتین: Maia)، بزرگ‌ترین و زیباترین دختر در میان پلِئیادها (دختران اطلس (اساطیر) و پلِئونه) که به نوعی رهبر خواهران خویش نیز محسوب می‌شد. مایا کم‌رو و خجالتی بود به همین دلیل در غاری در کوه کولِنه در آرکادیا زندگی می‌کرد. زئوس که پادشاه خدایان و فرمانروای تمام زیارتگاه‌های واقع در کوه المپ بود، عاشق مایا شد و هنگامی که هرا، همسرش خوابیده بود، پنهانی به سراغ مایا رفت و با او عشق بازی کرد.

## نام مایا
مایا، به معنی مادر یا پرستار می‌باشد. همچنین مایا به معنی الهه‌ی ایتالیایی گمنام بهار، که ماه می به نام او خوانده شده‌است، نیز می‌باشد. چون مادر هرمس دختر اتلس بود، از او تجسم یک ایزدبانو می‌رفت. آتلانتیادس (به انگلیسی: atlantiades) نامی که به هرمس داده‌اند چرا که می‌گویند مادر مایا، دختر اتلس و مظهری برای این ایزد بانوی بزرگ است. ایزد بانوی ماماها (قابله‌ها) که از اوست که هرمس آتلانتیاس نام دارد.

## مایای رومی
بر باور رومیان، او ایزد بانوی باروری و کشاورزی است که با وولکان خدای سودمندی‌های آتش (به انگلیسی: Vulcan) همراه بود و برای او مراسم قربانی کردن را به جا می‌آورد تا باروری و حاصلخیزی محصولات بیمه شود.

## مادر هرمس
مایا، هرمس را در آرکادیا باردار شد و به دنیا آورد. هرمس (به یونانی: Ἑρμῆς) که بعدها پیام رسان المپ نشینان (خدایان) لقب گرفت، چنان سریع بزرگ شد که در نخستین روز تولد زمانی که هنوز چند ساعت از به دنیا آمدنش نگذشته بود به پیریا (به انگلیسی: piera) رفت و چند گاو را از گلهٔ آپولون دزدید. آن‌ها را به پولوس برد و با برعکس راندن آن‌ها با جای پاهای وارونه، سعی کرد تا کسانی که او را دنبال می‌کردند بفریبد. او سپس به کولنه رفت و چنگ را از رودهٔ گاو ساخت و آن را روی لاک سنگ پشت کشید. همین که آپولون فهمید چه کسی دزد گلهٔ او است، به زئوس پدرش شکایت برد و زئوس فرمان داد که گلهٔ آپولون را به صاحبش بازگردانند. اما زمانی که آپولون صدای چنگ را شنید پذیرفت تا چنگ را با گاوها عوض کند. آپولون و هرمس دوستانی پایبند شدند و آپولون هرمس را به نزد زئوس بازگرداند تا تبرئه‌اش کند.

## مادرخوانده
زمانی که هرا همسر زئوس باعث مرگ یکی دیگر زنان او به نام کالیستو شد، مایا برای در امان ماندن از زخم حسادت‌های هرا پسر کالیستو، آرکاس را پناه داد. هرا، کالیستو را کشته بود یا او را به گراز بدل کرده بود.

## مرگ پدر
یاسون، مدئا را برآن واداشت که او را جوان سازد. او خون یاسون را کشید به جای آن معجونی را به رگ‌هایش ریخت. آنگاه پیشنهاد داد تا پلیاس را نیز جوان کند. او به دخترانش راه دیگری پیشنهاد کرد. او گفت گوسفندی پیر را تکه‌تکه کند و او را بجوشاند و از آن یک بره تازه متولد شده درآورند. دختران پلیاس به جز آلکستیس متقاعد شدند. آن‌ها پلیاس را تکه‌تکه کردند اما جادو به موقع کار نکرد. اکاستوس پسر پلیاس، یاسون و مدئا را از یولکوس به خاطر اینکار راند و آن‌ها به کورینت رفتند.

## پلیادها
هفت دختر زیبای پلیادها، که از اطلس و پلیونه بودند، همراهان باکرهٔ آرتمیس که غول شکارچی، اوریون، آن‌ها را در بویوتیا دنبال کرده و بعد به کبوتر بدل شدند تا از توجهات ناخواستهٔ او بگریزند. بعد از مرگشان آن‌ها را در میان ستارگان قرار داد تا گروهی ستارهٔ زیبا باشند که از اوریون می‌گریزند و او هنوز به دنبالشان است و درواقع آسمان هم به دنبال آن هااست. نظریه دیگر این است که بدان سبب از غصهٔ خواهرانشان هوآدها (به انگلیسی:hyades) جان سپردند که وی نیز از فرط گریه برای هواس (به انگلیسی: Hyas) جان داد بود.

## ستاره‌شناسی مایا
مایا که هرمس را به دنیا آورده بود، چون مِروپه (ثور) قصد کرد که با انسان فانی ازدواج کند. از شرم کوشید نورش را پنهان کند. از این رو او تارترین ستارهٔ خوشهٔ پلیاد هاست. یکی از هفت ستارهٔ خوشهٔ پلیادها، ستارهٔ تائوروس (به انگلیسی: Taurus) است. یکی از منظره‌های زیبایی آسمان شب، پلیاد یا خوشه هفت خواهر در صورت‌های فلکی تائوروس است. آن‌ها در نیمکرهٔ شمالی آسمان در فراز حدود ساعت ۳ و ۴۵ دقیقه و فرود ۲۴+ درجه قرار دارند. تنها شش ستاره از آنها را می‌توان با چشم غیر مسلح دید و با تلسکوپ کوچک بین ۱۰۰ستاره هستند. ستارگان اتلس و پلیونه هم از این دسته ستارگان به‌شمار می‌روند.